# Janusz Trela
Janusz Trela, ps. „Krakowiak” (ur. 1963 w Krakowie) – polski gangster, przestępca, szef gangu Krakowiaka.

## Życiorys
Urodził się w 1963 w Krakowie, w dzielnicy Nowa Huta. Z zawodu ślusarz. Ojciec pięciorga dzieci.
Działalność przestępczą rozpoczął u schyłku lat 70., gdy trenował judo. Z czasem zaczął również dokonywać kradzieży, napadów z bronią w ręku, rozbojów, oraz nielegalnie rozprowadzać wódkę. Był również zamieszany w handel pieniędzmi.
W latach 80. wraz ze swoją grupą przeniósł się na Śląsk i nadal kontynuował przestępczy proceder. Jego pseudonim pochodził od sposobu, w jaki traktował swe ofiary; zazwyczaj kopał leżących, jakby tańczył krakowiaka (według drugiej wersji pseudonim pochodził po prostu od nazwy rodzinnego miasta). Był nałogowym hazardzistą.
W latach 90. zaczął przemycać kradzione samochody, wymuszać haracze, oraz zajmował się sprzedażą narkotyków. Na przełomie lat 80. i 90. zapewnił bezpieczną kryjówkę dla poszukiwanego wówczas przez policję legendarnego gdańskiego gangstera Nikodema Skotarczaka, ps. „Nikoś”. Dzięki niemu uzyskał w późniejszych latach prawo wyłączności na przestępczy proceder związany z kradzieżami pojazdów w południowej Polsce. Sam zasłynął kultywowaniem tradycji mafijnych prezentowanych w kinowych produkcjach. Podawał dzieci swych wspólników do chrztu, nakazywał składać pocałunek na swojej dłoni.
Podejrzewany o zlecenie i wykonanie co najmniej ośmiu zabójstw, w tym właściciela kantoru ze Stalowej Woli w 1991, małżeństwa z Sosnowca, oraz mistrza kick-boxingu Andrzeja Firsta w 1996.

## Gang Krakowiaka
Gang Krakowiaka działał w latach 1991–1999, głównie na południu kraju. Był najbrutalniejszym gangiem w Polsce. Jako jedyny działał samodzielnie w latach 1988–1999, nie podlegając pod mafię pruszkowską, lekceważąc przy tym „rezydenta Pruszkowa” na Śląsku Zbigniewa Szczepaniaka, ps. „Sajmon”, który został zastrzelony 4 marca 1999 w Katowicach.
Najważniejszymi postaciami w gangu, pod samym szefem Januszem Trelą, byli: Wiesław Czemer, ps. „Kastor”, były kulturysta, który został świadkiem koronnym i pogrążył swoimi zeznaniami byłych kompanów, przyczyniając się do rozbicia gangu, oraz Zdzisław Łabudek, ps. „Straszny Zdzicho”, były karateka, zbrojmistrz i egzekutor gangu. Wyróżniał się szczególnym okrucieństwem i sadystycznymi skłonnościami. Został skazany na dożywocie. Do gangu „Krakowiaka” przeniknął Nadkomisarz Jerzy Hybiński „Zwierzak”, były antyterrorysta (misztalowiec) w MO, później antyterrorysta SPAP, policjant-przykrywkowiec i oficer Centralnego Biura Śledczego (CBŚ), który rozpracowywał strukturę grupy.
Historii gangu Krakowiaka i życiorysowi samego szefa, był poświęcony odcinek nr 9 serialu dokumentalnego pt. „Alfabet mafii”, zrealizowany przez telewizję TVN w 2004 roku przy pomocy dziennikarzy śledczych Piotra Pytlakowskiego i Ewy Ornackiej.
Proces gangu Krakowiaka to najdłuższy i najdroższy proces w historii śląskiego wymiaru sprawiedliwości.

## Wyroki
Pierwsze zatrzymanie Janusza Treli miało miejsce w styczniu 1997, jednak w dwa tygodnie później wyszedł z aresztu śledczego, wpłacając kaucję w wysokości 10 tysięcy złotych. Ponownie został zatrzymany w nocy z 18 na 19 stycznia 1999 r., w swoim domu w Będzinie-Małobądzu, przy ul. Baczyńskiego 23. Wraz z nim zatrzymano pozostałych członków grupy.
Jego proces rozpoczął się dnia 20 lutego 2001 roku przed Sądem Okręgowym w Katowicach, w którym zarówno on sam, jak i pozostali jego kompani zostali skazani prawomocnymi wyrokami. Krakowiak w trakcie procesu początkowo symulował chorobę psychiczną: wyglądał niechlujnie, był boso, mamrotał pod nosem, płakał, śpiewał, wykrzykiwał serie przekleństw. Po specjalistycznych badaniach okazało się, że tylko udawał zaburzenia. W 2008 roku wyrokiem Sądu Okręgowego w Katowicach został skazany na 25 lat więzienia. W kwietniu 2009 roku Sąd Apelacyjny w Katowicach skazał Krakowiaka  na 12 lat więzienia w procesie dotyczącym kradzieży i rozbojów. Po zaskarżeniu wyroku i ponownym zbadaniu, w kwietniu 2013 r. Sąd Okręgowy w Katowicach skazał przestępcę na 15 lat więzienia za zlecenie napadu rabunkowego oraz podżeganie do zabójstwa policjanta i prokuratora. Karę odbywał w zakładzie karnym w Katowicach. W październiku 2016 r. został nieprawomocnie skazany na 25 lat pozbawienia wolności przez Sąd Okręgowy w Katowicach, m.in. za kierowanie w latach 90 XX w. związkiem przestępczym o charakterze zbrojnym, zlecanie zabójstw i rozbojów z bronią oraz produkcję i handel narkotykami. 25 kwietnia 2019 r. został prawomocnie skazany na 15 lat więzienia w głównym procesie jego gangu, a rozprawa odwoławcza w Sądzie Apelacyjnym w Katowicach dotyczyła orzeczenia z października 2016 roku. Jednocześnie sąd uchylił tymczasowe aresztowanie, trwające od stycznia 1999 r. W czerwcu 2019 opuścił zakład penitencjarny.
12 maja 2023 roku Janusz Trela został uniewinniony przez Sąd Okręgowy w Katowicach z zarzutu zabójstwa Białorusina Wiktora Fiszmana, kierującego grupą przestępczą w Szczecinie. Krakowiak miał działać na zlecenie Oczki — szefa mafii szczecińskiej, dla której grupa Fiszmana stanowiła konkurencję. Prokuratura planuje odwołać się od wyroku.